# 木瓜型癭蚜
木瓜型癭蚜（学名：Astegopteryx jamuritsu）为扁蚜科刺額扁蚜屬下的一个种。